# 卡塔日娜·沃伊尼亚克
卡塔日娜·沃伊尼亚克（波蘭語：Katarzyna Woźniak，1989年10月5日—），波兰女子速度滑冰运动员。她曾代表波兰参加2010年和2014年冬季奥林匹克运动会速度滑冰比赛，获得一枚银牌和一枚铜牌。